# Artur Tyszkiewicz
Artur Tyszkiewicz (ur. 23 października 1973) – polski reżyser teatralny, dubbingowy oraz słuchowisk radiowych. Od 1 września 2021 dyrektor Teatru Ateneum im. Stefana Jaracza w Warszawie.

## Życiorys
W 1997 otrzymał dyplom magistra sztuki, reżyser dramatu na Wydziale Reżyserii Akademii Teatralnej im. A. Zelwerowicza w Warszawie. W okresie X 1993 – VIII 1997 był asystentem reżyserów Erwina Axera i Macieja Englerta w Teatrze Współczesnym w Warszawie. Od września 2011 do grudnia 2016 pełnił funkcję dyrektora artystycznego Teatru im. Juliusza Osterwy w Lublinie. Od 2021 roku jest Dyrektorem Naczelnym Teatru Ateneum w Warszawie. Wyreżyserował 30 spektakli teatralnych, w tym w Teatrze Narodowym, Teatrze Ateneum, Teatrze Dramatycznym i Teatrze Współczesnym w Warszawie.
Laureat wielu nagród i wyróżnień za działalność artystyczną, w tym Nagrody Kulturalnej Województwa Lubelskiego, oraz szeregu nagród festiwalowych.

## Spektakle teatralne
- XI 2024: "Pułapka na myszy" A. Christie, Teatr Ateneum w Warszawie
- II 2024" „Napis” G. Sibleyras, Teatr Ateneum w Warszawie
- X 2023: "Wariacje Enigmatyczne" Éric-Emmanuel Schmitt, Teatr Ateneum w Warszawie
- II 2023: "Wzrusz moje serce" H. Levin, Teatr Ateneum w Warszawie
- XI 2019: "Dwór nad Narwią" J. Rymkiewicz, Teatr Ateneum w Warszawie
- IX 2018: „Jednocześnie” J. Griszkowiec, Centrum Spotkania Kultur w Lublinie
- II 2018: "Trans-Atlantyk" W. Gombrowicz, Teatr Ateneum w Warszawie
- X 2017: "Nikt" H. Levin,  Teatr Narodowy w Warszawie (praprepiera polska)
- VI 2016: „Amadeusz” P. Shaffer, Teatr im. J. Osterwy w Lublinie
- X 2015: „Białe małżeństwo” S. Różewicz, Teatr Narodowy w Warszawie
- V 2015: „Herkules i stajnia Augiasza” F. Durrenmatt, Teatr im. J. Osterwy w Lublinie
- II 2015: „Rzeźnia” S. Mrożek, Teatr Ateneum w Warszawie
- VI 2014: „Mistrz i Małgorzata” M. Bułhakow, Teatr im. J. Osterwy w Lublinie
- XI 2013: „Nosorożec” E. Ionesco, Teatr Dramatyczny w Warszawie
- VI 2013: „Napis” G. Sibleyras, Teatr im. J. Osterwy w Lublinie
- III 2013: „Pakujemy Manatki. Komedia na osiem pogrzebów” H. Levin, Teatr im. J. Osterwy w Lublinie
- VI 2012: „Sen nocy letniej” W. Shakespeare, Teatr im. J. Osterwy w Lublinie
- XI 2011: „Shitz” H. Levin, Teatr Ateneum w Warszawie
- VI 2010: „Sprzedawcy gumek” H. Levin, Teatr IMKA w Warszawie
- XII 2009: „Balladyna” J. Słowackiego, Teatr Narodowy w Warszawie
- XII 2008: „Dracula” B. Stoker, Teatr im. J. Słowackiego w Krakowie
- V 2008: „Mrok” M. Bieliński Teatr Narodowy w Warszawie
- XII 2007: „Ferdydurke” W. Gombrowicz, Teatr Polski w Poznaniu
- IX 2007: „Balkon” J. Genet, Teatr Dramatyczny w Wałbrzychu
- IV 2007: „Teremin” P. Zelenka, Teatr Współczesny w Warszawie
- XII 2006: „Krawiec” S. Mrożek, Teatr Polski w Poznaniu
- XI 2005: „Iwona, księżniczka Burgunda” W. Gombrowicz, Teatr Dramatyczny w Wałbrzychu
- II 1999: „Skąpiec” Molier’a, Teatr Powszechny w Łodzi
- IX 1998: „Seks komedia nocy letniej” W. Allen, Teatr Współczesny w Szczecinie
- IV 1996: „Makbet” W. Shakespeare, Teatr Lalka w Warszawie

## Teatr telewizji
- 2019: „Znaki” J. Jakubowski, produkcja TVP1- emisja w TVP1 (1 kwietnia 2019 r.)
- 2018: „Jednocześnie” J. Griszkowiec, produkcja TVP Kultura – emisja w TVP Kultura (2 kwietnia 2019 r.)[2]
- 2017: "Mrok" M. Bieliński, produkcja TVP Kultura – emisja w TVP Kultura (17 grudnia 2017 r.)
- 2016: „Mistrz i Małgorzata” M. Bułhakow, produkcja TVP Kultura – emisja w TVP Kultura (26 grudnia 2016 r., 23 kwietnia 2017 r.) i w TVP1 (22 maja 2017 r.)
- 2011: „Sprzedawcy gumek”, H. Levin, produkcja i emisja – TVP Kultura

## Nagrody i wyróżnienia
- 2014: Nagroda Kulturalna Województwa Lubelskiego
- 2011: XIII Ogólnopolski Festiwal Sztuki Reżyserskiej Interpretacje w Katowicach – „sakiewka’ przyznana przez p. Jerzego Stuhra oraz Nagroda Publiczności i Dziennikarzy za reżyserię przedstawienia „Sprzedawcy gumek” H. Levina w Teatrze IMKA w Warszawie
- 2008: VIII Międzynarodowy Festiwal Gombrowiczowski w Radomiu – Grand Prix Nagroda Prezydenta Miasta Radomia za spektakl „Iwona, księżniczka Burgunda” W. Gombrowicza w Teatrze Dramatycznym w Wałbrzychu
- 2007: IX Ogólnopolski Festiwal Sztuki Reżyserskiej w Katowicach – II Nagroda za reżyserię przedstawienia „Sprzedawcy gumek” H. Levina w Teatrze IMKA w Warszawie
- 2006: Festiwal 31 Opolskie Konfrontacje Teatralne – nagroda dla przedstawienia i za reżyserię przedstawienia „Iwona, księżniczka Burgunda” W. Gombrowicza w Teatrze Dramatycznym w Wałbrzychu
- 1997: „ATEST – świadectwo najwyższej jakości artystycznej w dziedzinie teatru dla dzieci i młodzieży-za przedstawienie „Makbet” W. Shakespeare’a w Teatrze Lalka w Warszawie

## Reżyseria słuchowisk radiowych
- III 2014: „Twój liść nazywa się Europa, ale to za mało, żeby żyć” Małgorzata Sikorska–Miszczuk, Teatr Polskiego Radia
- VI 2009: „Iwona, księżniczka Burgunda” W Gombrowicz, Teatr Polskiego Radia
- I 2007: „Korytarz” M. Ławrynowicz, Teatr Polskiego Radia

## Reżyseria dubbingu
- 2011: Tajemnice domu Anubisa
- 2011: Magiczny duet
- 2011: Tara Duncan
- 2010: Avengers: Potęga i moc
- 2010: Superszpiedzy
- 2010: Wakfu
- 2009: Schłodzony jubileusz
- 2008: Batman: Odważni i bezwzględni (odc. 1-6)
- 2007: Zagroda według Otisa
- 2006: Wymiennicy
- 2005: Robotboy
- 2005: Boogie Beebies
- 2005–2008: Ben 10 (odc. 4-6, 11-20, 27-33)
- 2004–2009: Batman (odc. 27-39)
- 2004–2006: Liga Sprawiedliwych bez granic (odc. 27-30)
- 1999: SpongeBob Kanciastoporty
- 1997: Byli sobie odkrywcy
- 1978: Był sobie człowiek

## Dialogi polskie
- 1992–1998: Batman (odc. 24)